# حسن بنعبیشه
حسن بنعبیشه (انگلیسی: Hassan Benabicha؛ زادهٔ ۱۹۶۴) بازیکن سابق و مربی فوتبال اهل مراکش است.
از باشگاه‌هایی که در آن بازی کرده‌است می‌توان به باشگاه فوتبال الوداد کازابلانکا اشاره کرد.
وی همچنین در تیم ملی فوتبال مراکش بازی کرده‌است.